# Ospedale Santa Marta
L'Ospedale Santa Marta di Rivolta d'Adda è un presidio sanitario dell'ASST di Crema.

## Storia

### Fino al XIX secolo
Per quanto vi siano fonti che parlano di un'origine risalente al XIII secolo, il primo documento certo che cita la presenza di un ospedale a Rivolta è del 1345.
Nel 1522 la struttura venne ampliata.
Nel corso del XVI secolo Falconetto Benagli, persona vicina alla curia romana, cercò di accaparrarsi la gestione ma ne risultò sconfitto al termine di una battaglia legale intentata dall'intera comunità.
Nel 1782 il governo austriaco tentò di unire l'ospedale a quello di Treviglio; ma anche in questo caso, di fronte alle forti proteste della popolazione locale il primo ministro di Vienna ne confermò l'indipendenza.

### XX secolo

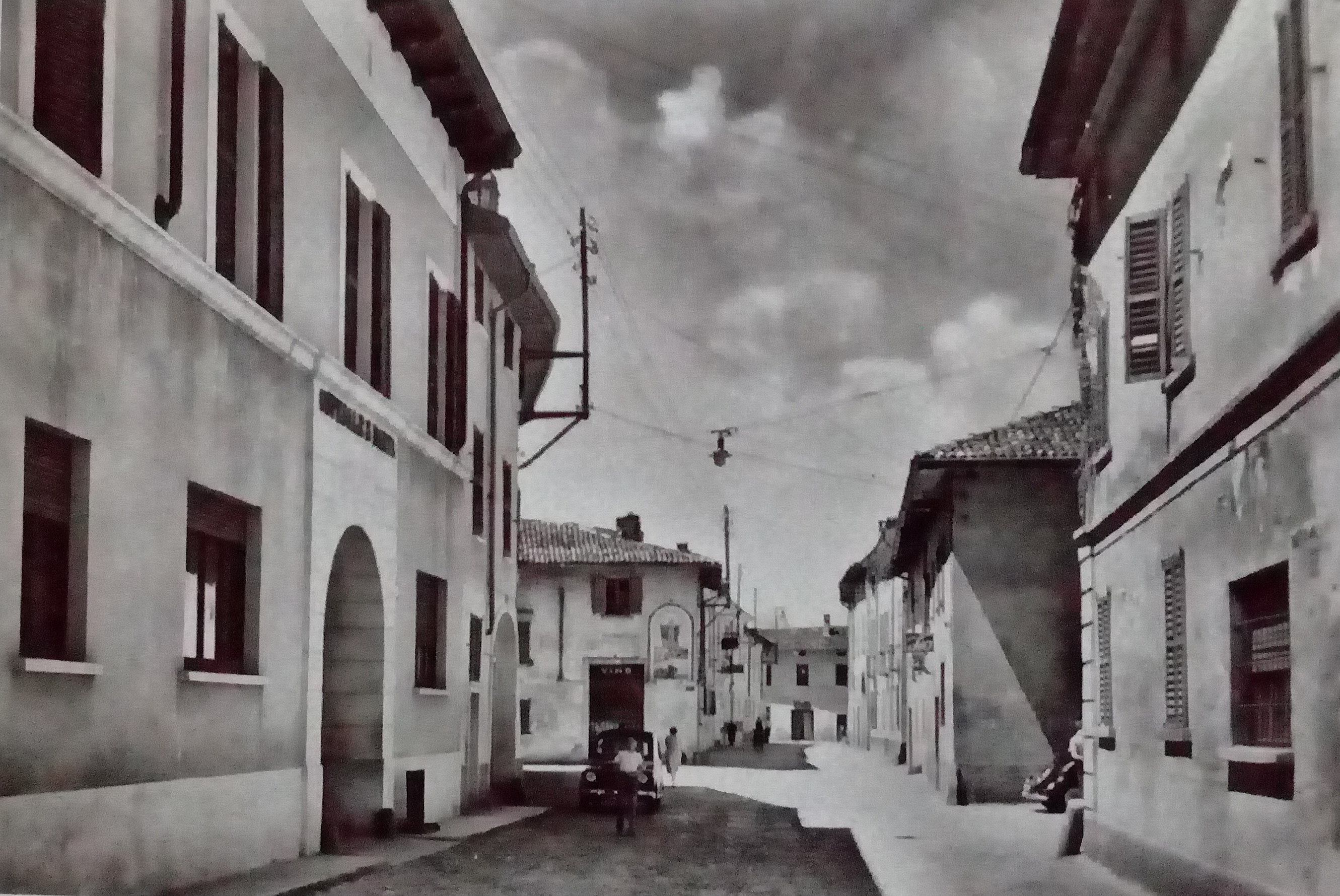
Via Giuseppe Garibaldi nei primi decenni del XX secolo; a sinistra l'ingresso dell'ospedale

Nel 1903 il Consiglio d'amministrazione deliberava il rifacimento del presidio, concluso nel 1908.
Con riferimento all'anno 1938, l'ospedale contava in quell'anno 38 posti letto e tre reparti; medicina, ostetricia e sanatoriale; vi lavoravano due medici (un residente ed un coadiuvante) che erano anche medici condotti del paese e sette suore dell'ordine delle Suore adoratrici del Santissimo Sacramento, mentre in tempi più remoti vi prestavano servizio le Ancelle della carità; di queste, una era infermiera diplomata. Ed inoltre: un infermiere e quattro persone di servizio (operaio, portinaio, addette al servizio lavanderia).
Nel corso degli anni cinquanta del secolo l'edificio venne elevato di un piano raggiungendo i 100 posti letto.
Il decennio successivo iniziò a correre la voce della costruzione di un nuovo presidio che avrebbe unito i nosocomi di Rivolta e di Cassano d'Adda, progetto poi decaduto ma che iniziò a instillare timori nella popolazione e nelle autorità per la sorte dell'ospedale che non raggiungeva i 130 posti letto richiesti dalle nuove disposizioni, per quanto capitasse che gli spazi si rivelassero talora inadeguati (60, 70 pazienti nel reparto medicina a fronte dei 40 letti nominali).
La cosiddetta Legge 132/168 (nota anche come legge Mariotti) riconobbe agli ospedali una soggettività di diritto pubblico. In conseguenza di questa legge il 23 aprile 1968 un decreto del medico provinciale di Cremona, sentito il consiglio provinciale di sanità,  classificava l'ospedale  "Santa Marta"  di Rivolta d'Adda quale ospedale generale di zona. Il successivo Decreto del presidente della Repubblica dichiarava il presidio rivoltano «Ente ospedaliero» retto da un membro eletto dal consiglio provinciale di Cremona, tre membri eletti dal consiglio comunale di Rivolta d'Adda e due membri in rappresentanza degli originari interessi dell'ente, designati e nominati ai sensi dello statuto approvato con regio decreto 6 agosto 1864.

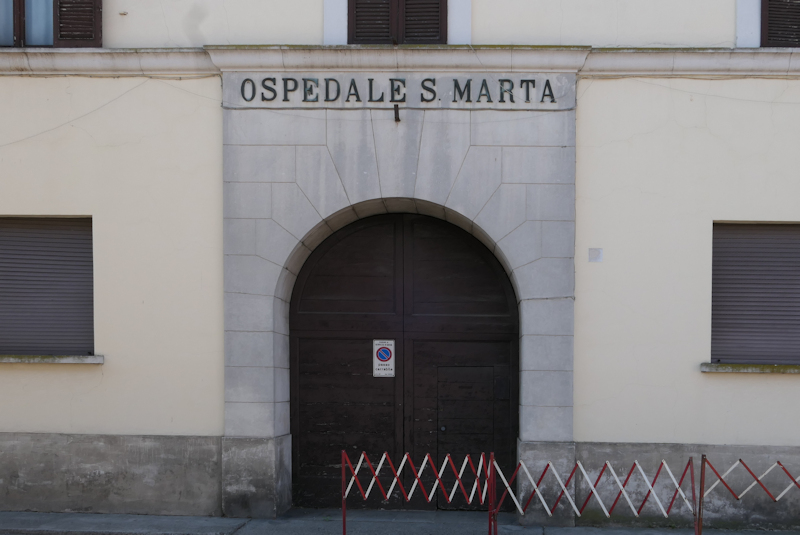
L'ingresso storico di via Garibaldi

Nel 1970 vi lavoravano dieci medici e 40 infermieri e il consiglio d'amministrazione deliberava la costruzione di un nuovo padiglione e la ristrutturazione dell'edificio storico ma le autorità regionali bocciarono il progetto, perché era opinione che il presidio dovesse essere chiuso. Di fronte a questa ipotesi venne costituito in quell'anno un comitato per la difesa dell'ospedale che nel 1971 presentò uno studio per dimostrare come l'andamento dei ricoveri nel decennio precedente, così come l'attività sanitaria, fossero di particolare importanza tanto da attirare pazienti anche dal cremasco, dal milanese e dal bergamasco. Una strenua difesa che convinse la Regione ad desistere dal progetto di chiusura ed approvare l'ampliamento.
Il nuovo padiglione prevedeva una palazzina di tre piani collegata all'edificio storico per un totale di 150 nuovi posti letto; la spesa preventivata di 450 milioni di lire fu recuperata con l'alienazione di proprietà fondiarie frutto di lasciti e donazioni nel corso dei secoli. L'avvio della costruzione avvenne nel 1972 e si protrasse fino ai primi anni ottanta.
Nei primi anni novanta iniziarono a diffondersi nuove voci di ridimensionamento, da cui la costituzione di un nuovo comitato di difesa che questa volta nulla poté alla decisione di trasformare il presidio da ospedale per acuti ad ospedale riabilitativo. Vennero pertanto chiusi i reparti di ostetricia e pediatria, quindi quello di chirurgia (1997), medicina (2000) e, infine, nel 2004 fu chiuso il pronto soccorso.

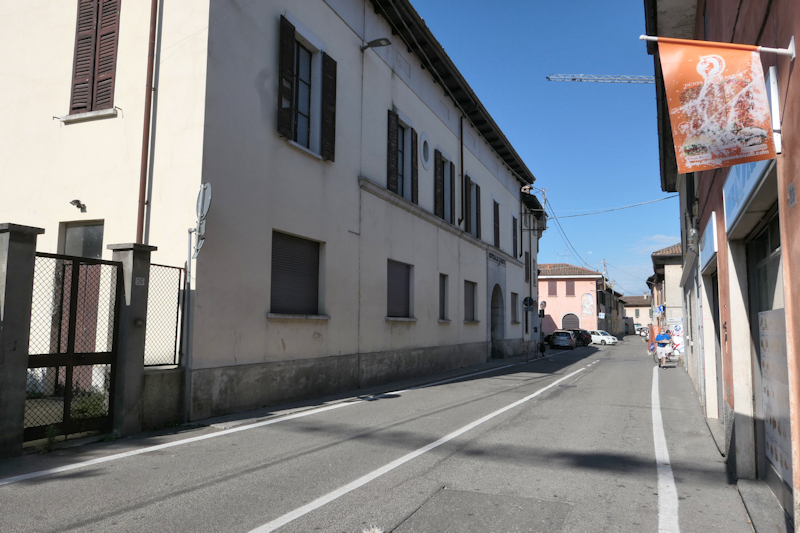
Via Garibaldi e l'accesso storico (a sinistra)
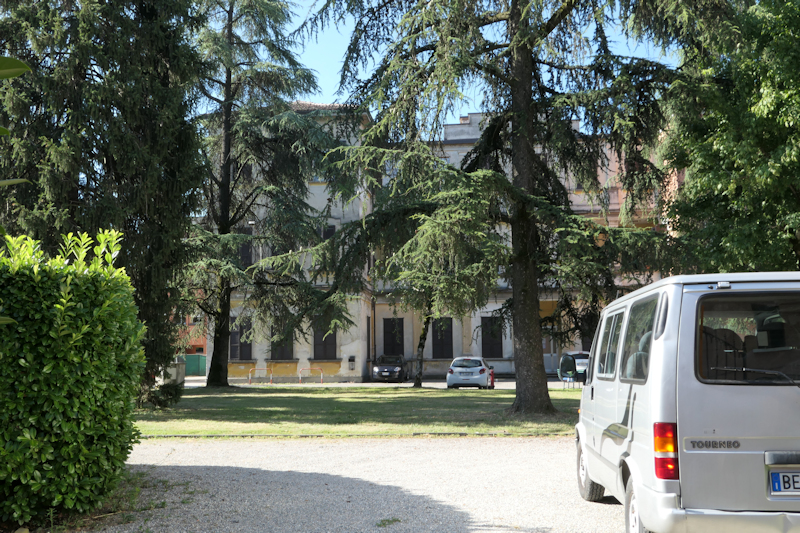
L'edificio d'inizio novecento
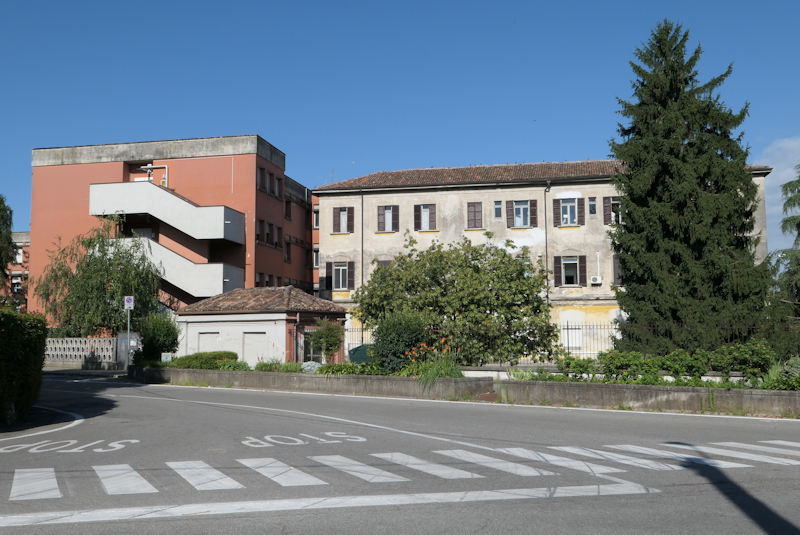
L'edificio storico a destra e l'ala moderna a sinistra visti da via Giulio Cesare
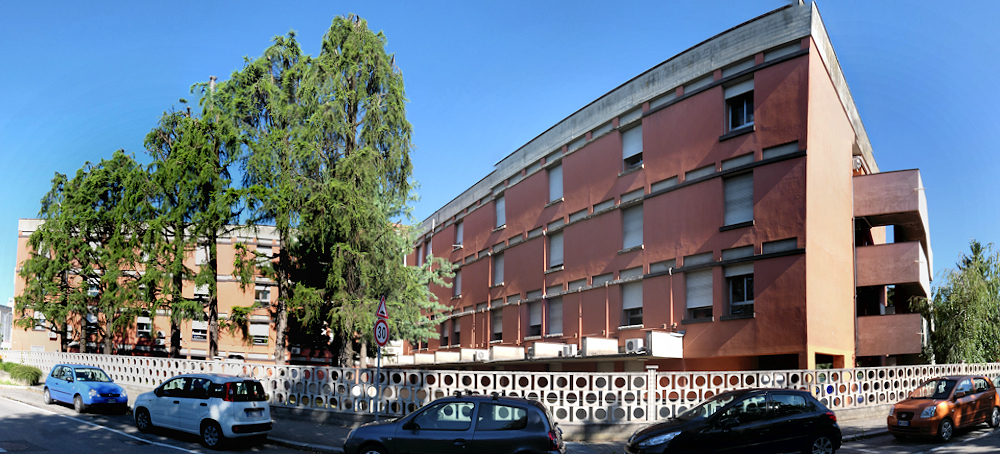
Le ali moderne viste da viale Monte Grappa

### XXI secolo
Nel nuovo secolo iniziava la trasformazione dell'ospedale in polo riabilitativo: alcologia - poi trasformatosi in cura delle dipendenze, trattando anche la ludopatia e la tossicodipendenza -, pneumologia e cardiologia  (2001), con circa 20 posti letto ognuno.
Nel 2009 un investimento di 600 milioni di euro consentiva l'avvio dell'allestimento del reparto di riabilitazione specialistica neuromotoria con l'impiego di 25 operatori (medici, fisioterapisti, infermieri e assistenti sanitari). Nel medesimo anno veniva aperto il reparto diagnostico di endoscopia digestiva.
Altro intervento del 2009: il completamento di alloggi protetti in una palazzina di via Giulio Cesare con lo scopo di ospitarvi pazienti in cura presso il servizio di dipendenze e seguirne il reinserimento sociale. Le attività del reparto vennero affiancate e supportate anche da onlus ed associazioni territoriali. Tra le iniziative proposte nelle attività di recupero venne introdotta anche la pratica sportiva per la quale, per qualche tempo, diede il suo contributo l'ex allenatore di calcio Emiliano Mondonico, una collaborazione nata nel 2006 e durata fino a pochi mesi prima della sua scomparsa.
Nonostante gli investimenti profusi, tra i quali il nuovo reparto dialisi costato 400 milioni di euro nel 2014 tornarono voci di chiusura «a causa dei tagli del governo centrale alle regioni» poi smentite dal consigliere regionale di maggioranza Carlo Malvezzi.
Nel mese di marzo 2020, in occasione dell'emergenza della pandemia di COVID-19, per far fronte alla pressione cui era sottoposto l'Ospedale Maggiore di Crema la dirigenza dell'ASST decise di chiudere il reparto di riabilitazione respiratoria e trasferire il personale sanitario a supporto del nosocomio cremasco; tale situazione durò fino alla fine del mese di maggio.
Dipartimenti con servizi di degenza
- Riabilitazione cardiologica
- Riabilitazione dipendenza
- Riabilitazione neuromotoria
- Riabilitazione respiratoria